# Donnie Yen
Donnie Yen (甄子丹 | cantonès: Yan Ji Daan; mandarí: Zhēn Zǐ Dān) (27 de juliol de 1963) és un artista marcial, actor i coreògraf xinès.
Yen és considerat per molts com la major estrella del cinema d'acció de Hong Kong i un dels actors asiàtics més populars dels temps recents. Ha estat proclamat pel director Peter Chan com "la persona d'acció del moment" i "un superb actor principal que resulta que és un estel d'acció". Yen figura com un dels actors més rendibles d'Àsia i un dels millor pagats, guanyant més de 28,4 milions de dòlars estatunidencs en tan sols quatre pel·lícules el 2013.
Antic medallista olímpic de wushu, Yen és el responsable de la popularitat cinemàtica d'estils marcials com el wing chun i les arts marcials mixtes, disciplines a les quals se suma una llarga carrera en arts com boxa, kickboxing, jeet kune do, hapkido, taekwondo, muay thai, judo i jiu-jitsu brasiler. En contrast amb altres actors asiàtics d'arts marcials, Yen destaca en la pantalla gran pel seu estil violent i tècnic a l'una, protagonitzant coreografies de gran intensitat.
La seva germana petita, Chris Yen, és també una reeixida actriu i artista marcial.

## Biografia
Nascut en Guangzhou, Guangdong, i desplaçat a Hong Kong i després a Boston, Estats Units, Donnie va començar la seva carrera en les arts marcials des de molt petit per influència de la seva mare, la mundialment famosa mestra Bow-sim Mark, qui li va ensenyar tai chi tradicional i modern i altres arts tradicionals xineses. Ien va començar karate amb onze anys, i als catorze va fer la seva transició al wushu, abandonant l'escola per perseguir una carrera professional en aquest esport. Com la majoria de joves del Chinatown de Boston, Ien, es va fer amb totes les pel·lícules de kung fu que va poder, però amb una diferència: veient a Fu Sheng, Tu Lung, Bruce Lee i Jackie Chan en pantalla, Ien practicava repetint els moviments que veia en les pel·lícules, i va començar a acudir al Boston Combat Zone per provar-se a si mateix prenent part en baralles de carrer. Això va influenciar als seus pares a enviar-li a la Xina en virtut d'un programa d'entrenament de dos anys amb el famós equip de wushu de Beijing, on va entrenar amb el qual també va ser mestre de Jet Li, Wu Bin. Encara que l'entrenament era intens i exigent, Ien va demostrar els seus dots naturals i va perseguir el mestratge en l'art, convertint-se en un dels seus practicants més notables dels anys recents. En el viatge de tornada als Estats Units, va fer una parada a Hong Kong i va ser presentat davant el director Yuen Woo-ping, el coreògraf d'acció de Matrix, entre altres moltíssimes pel·lícules. Yuen, que va catapultar la carrera de Jackie Chan amb la pel·lícula La serp a l'ombra de l'àguila i El mico borratxo en l'ull del tigre, estava buscant un nou heroi d'acció de pel·lícules de kung fu, per la qual cosa va oferir a Ien un test davant les càmeres per provar les seves habilitats al cinema. Donnie va passar l'examen reeixidament, amb Yuen trobant en ell l'home que buscava.
Inspirat pel seu ídol, Bruce Lee, Yen no només va explorar una àmplia varietat de diferents estils de lluita, sinó que també va crear el seu propi i únic sistema d'arts marcials. La seva progressió en les arts marcials i les seves aparicions en pantalla van ser paral·leles. Començant la seva marxa amb Drunken Tai Chi, les seves immenses capacitats físiques eren evidents. En la sèrie Tiger Cage, Yen va mostrar la seva versatilitat amb el kickboxing de l'oest. El mico de ferro (Iron Monkey) va ser un aparador per a l'estil de kung fu tradicional i el seu memorable paper com Wong Key-ying va fer a aquesta última una de les millors pel·lícules d'arts marcials de la dècada. Aquí, ell va glorificar l'estil de kung fu Hung Gar. Irònicament, Yen mai va entrenar Hung Gar, però va ser capaç de simular-ho en pantalla per a la pel·lícula. Al llarg de la seva carrera al cinema, mai ha parat d'entrenar i els seus arts marcials mai han detingut el seu desenvolupament. El físic i la ment es tornen un i com més elevat ha estat el seu coneixement en l'art, més ha significat la filosofia de Bruce Lee per a ell.
Yen va dir, 'He estat involucrat en les arts marcials des de fa molts anys, però ja no les analitzo realment massa. Bàsicament, estic d'acord amb el que Bruce Lee deia, que l'ésser humà té dos braços i dues cames així que realment no ha d'haver-hi molts estils diferents de lluita. Tots els estils i arts marcials tenen alguna cosa que oferir.' Yuen va reconèixer les extraordinàries habilitats físiques de Ien i les sèries de pel·lícules que van fer junts van portar al cinema d'acció d'Hong Kong a una nova adreça. Esperant començar la filmació del seu primer paper de protagonista, Drunken Tai Chi, el talent de Yen va ser usat per Yuen com a doble d'acció en Miracle Fighters 2 de 1982. Ien va fer el seu debut a l'edat de 19 anys en Drunken Tai Chi, que finalitza amb una excel·lent baralla final. Després va seguir en més projectes en la TVB i amb Yuen, i amb ell, la seva progressió com a artista marcial i actor va ser incrementant-se. Mismatched Couples (1985), una comèdia en el qual exhibia passos de break Dance, va mostrar la seva impressionant flexibilitat i agilitat. Posteriorment, la companyia productora D&B Films Co. li va oferir papers per a les pel·lícules Tiger Cage, El camí del drac (In the line of duty 4) i L'ull del tigre (Tiger Cage 2). La sèrie Tiger Cage, una cadena de drames d'acció de policies i lladres contemporània es converteix en un èxit. L'audiència encara debat quin d'elles és la millor. En Tiger Cage (1989), va portar a artistes marcials amb talent i amics com Michael Woods i Stephan Berwick. Les seves baralles van incorporar puntades de tae kwon do, boxa occidental i arts marcials tradicionals xineses. En El camí del drac (In the line of duty 4) (1989), va portar al seu amic John Salvitti a escena també i Ien va innovar amb coreografies realistes mostrant les avançades habilitats dels combatents. En L'ull del tigre (Tiger Cage 2) (1990), havia creat el seu propi i modern estil de combat i molts coincideixen a nomenar les baralles d'aquesta pel·lícula com unes de les millors de la història.
Després que D&B Films Co. caigués en fallida, el període de les pel·lícules d'arts marcials va tornar a Hong Kong amb el director Tsui Hark en el seu Érase una vegada a la Xina 2 (Once Upon a Time in China 2) i est, buscant un lluitador per a la baralla final de la seva pel·lícula per enfrontar-se a Jet Li, va triar a Ien, interpretant al general Lan. Així, Ien i Jet Li van tenir dos duels i en els dos Ien coreografió els seus moviments usant una roba humida enrotllada com a arma entre altres coses. Va ser nominat per a millor actor de repartiment en els premis del cinema d'Hong Kong el 1992 en reconeixement del seu paper a Once Upon a Time in China 2. Les coreografies de lluita entre aquests dos astres en aquesta pel·lícula són considerades com unes de les millors de tots els temps. La pel·lícula li va establir fermament com un nou estel de les pel·lícules de kung fu. Això li va portar a participar en produccions com a Espasa invencible (The butterfly sword) al costat de Michelle Yeoh, New Dragon Gate Inn amb Maggie Cheung (un remake del clàssic de King Hu) i la pel·lícula de culte El mico de ferro (Iron Monkey) on té el paper de Wong Key-ying, pare del jove Wong Fei-hung. En aquesta última, Ien va tenir una baralla amb alguns renegats del temple Shaolin, en una de les escenes d'arts marcials de més influència de la dècada.
No obstant això, Ien no estava content amb simplement aparèixer en escena i el seu camí va donar un nou gir. Acredita a Yuen per descobrir-li al cinema però va aprendre de molts altres directors. La curiositat de Ien, la seva intuïció i el seu sentit artístic li va servir per començar a desenvolupar el seu propi estil i plasmar-ho en pantalla en forma de coreògraf d'acció, moviments de càmera fins a la seva tècnica de composició i edició. Les preses sobre l'espatlla, les seqüències fragmentades d'acció en les quals registrava el nucli del moment i una bona banda sonora són les seves marques en les seves pel·lícules. El 1994, Ien havia estat acreditat com a director d'acció en moltes pel·lícules, incloent Wing Chun (en la qual va estar de nou amb Michelle Yeoh). En aquesta època, Donnie Ien i Yuen Woo-ping van decidir separar-se i portar camins diferents.
Després que la nova ona de pel·lícules de kung fu tradicional arribés a la seva fi, Ien va treballar per a la televisió d'Hong Kong plasmant les seves habilitats com a director, aquesta vegada en sèries per la TV. Va protagonitzar i va dirigir Kung Fu Master (1994) i Fist of Fury. La primera segueix la història d'un famós artista marcial, Hung Hei-kwun, durant la rebel·lió de la població d'Han en la dinastia Qing i va ser tot un èxit. La segona, inspirada pel clàssic de Bruce Lee de 1971 Fúria oriental (Fist of fury) (dirigida pel Wei), està situada el 1930 a Xangai en l'ocupació dels japonesos. Uns altres havien pres el mateix paper que Bruce Lee de Chen Zhen, incloent Jackie Chan en la seqüela del Wei de l'original i Jet Li en Jet Li és el millor lluitador (Fist of Legend) de Corey Yuen. Ara era el torn de Ien. Els seus 30 capítols per l'Hong Kong's ATV li van permetre explicar la història i narrar-la com no s'havia fet. També va prendre algunes escenes ben conegudes de la pel·lícula original de Lee en el seu paper de Chen Zhen com la seva escena sobre la tomba del seu mestre amb el seu vestit blanc o en la qual s'enfronta en el dojo japonès a una munió de lluitadors japonesos que li envolten. No només va experimentar amb diferents estils d'acció sinó amb el treball de càmera, edició, banda sonora i efectes de chroma key. El romanç, la intriga i el drama van començar a ser elements clau en les històries de Ien.
En aquesta mateixa època el director Jing Wong li va oferir diversos papers per a pel·lícules com Circus Kids (1994), en la qual va compartir pel·lícula amb Yuen Biao, Asian Cop: High Voltage (1995), rodada a les Filipines o The Saint of Gamblers, del mateix any. El 1996 va acabar el seu contracte amb Jing Wong i va signar amb la companyia de cinema independent My Way Film Co., començant a experimentar amb l'adreça i el treball de càmera.
Malgrat el seu talent excepcional per a les arts marcials, va escollir un camí diferent per al seu debut en la pantalla gran com a director en Legend of the Wolf de 1997. Ien deia, 'Vull donar emoció als cors de l'audiència. Sense això, no hi ha gens.' Molts directors poden fer les coses més grans, més complicades i més violentes però Ien volia que les seves pel·lícules arribessin als espectadors. Havent rodat per menys de mig milió de dòlars dels Estats Units i pel seu estil únic, la crítica li va aclamar al llarg d'Àsia i va anar particularment ben rebut al Japó, on Ien va començar a ser una icona de culte entre les joves fans. Legend of the Wolf (a.k.a. New Big Boss) s'ha distribuït per tot el món. Ien fa el paper de Man-hing, també conegut com a Wolf, un ex assassino que intenta dissuadir a altres persones d'assassinar. Un treball de càmera experimental i un ritme enèrgic es poden veure en aquesta pel·lícula com en els seus treballs previs de TV. Al contrari que la majoria de directors d'arts marcials d'Hong Kong, Ien no distingeix entre rodar acció i drama. 'Molts m'han preguntat com distingir l'acció del drama', diu. 'Bé, jo no ho faig. Les arts marcials són una forma d'expressió, una expressió de la teva ser. Com totes les formes de vida de l'univers. Un gest, un somriure, o simplement caminar pel carrer és una expressió. Per a mi, rodar i editar ha de tenir ritme. Ha de ser part de tí. Certament ha d'haver-hi aspectes tècnics i fonamentals, però al final ha d'haver-hi harmonia.
Havent rodat Legend of the Wolf, Ien va fer la seva següent pel·lícula, Ballistic Kiss. On la seva primera pel·lícula havia estat enfocada en l'acció d'arts marcials, Ballistic Kiss es va enfocar cap a una representació d'allò més imaginativa portada mai al cel·luloide. La banda sonora va ser composta pel famós compositor japonès Yukie Nishimura, que es va proposar voluntàriament per treballar en el projecte, havent estat inspirat veient el debut de Ien en Legend of the Wolf. La pel·lícula va ser rodada per menys de mig milió de dòlars i sota circumstàncies enormement difícils, considerant la crisi econòmica d'Àsia. El film no només va ser un èxit entre els crítics d'Hong Kong sinó que Ien va ser nominat com el millor jove director en el Festival del Japó de pel·lícules fantàstiques de 1998. Legend Of The Wolf, Ballistic Kiss, i els seus treballs en televisió juntament amb les seves coreografies d'acció van augmentar la seva reputació. Mai fa storyboards i, com John Woo, porta la pel·lícula en el cap. És un bon observador i pot entrar en escena i determinar què prens realitzar, quins angles i com haurien de moure's els actors.
El 1999 va donar un nou gir quan va ser el primer director de Hong Kong en co-dirigir una sèrie de TV alemanya, volant fins a Berlín per fer Codename: Puma. Va dirigir 8 episodis de la sèrie. Després de signar un pacte de tres pel·lícules amb Dimension Films (una divisió de Miramax), Ien va fer la seva primera pel·lícula amb la companyia, Els immortals: Joc final (Highlander: Endgame). La pel·lícula tenia a Christopher Lamber i Adrian Paul com els immortals, i Ien era director d'acció encara que va tenir un paper com un dels immortals, Jin Ke. No va tenir molt èxit però va portar a les escenes d'acció el seu sabor i estil únic com ho va fer en els seus dos projectes següents. En 2001, la pel·lícula clàssica d'Hong Kong El mico de ferro (Iron Monkey) es va estrenar als cinemes dels Estats Units portant els seus treballs primerencs a una nova audiència.
Ien va treballar com a director d'acció en Shurayuki-Hime (The princess blade), la qual cosa li va portar al Japó, i en la seqüela de Blade de Wesley Snipes, Blade II: Bloodhunt, on té un petit paper com Snowman, un vampir samurai. Va treballar també en Hero, de Zhang Yimou, on va compartir pel·lícula amb Jet Li de nou, en un dels seus papers memorables. També va tenir un paper com a vilà en Els rebels de Xangai (Xangai Knights) de Jackie Chan i Owen Wilson. Tots dos papers li van donar reconeixement internacional i noves oportunitats. També es va encarregar de realitzar la major part de les coreografies de lluita en el videojoc Onimusha 3, en 2004. De tornada a Hong Kong, va treballar com a coreògraf d'acció en The Twins Effect, produïda per Emperor Multimèdia Group Co., guanyant els premis de millor coreografia d'acció en el Golden Horse Film Festival i en els premis de cinema d'Hong Kong.
El 2004 va treballar amb Tsui Hark en la pel·lícula èpica Set espases i un any després va sorprendre amb l'excel·lent Duel de dracs, una pel·lícula d'intens drama, violència i unes coreografies dures i realistes que li va valer de nou el premi a la millor coreografia d'acció. Després de l'èxit, Donnie i Wilson Yip van decidir seguir treballant junts, realitzant films com Dragon Tiger Gate o Flaix Point, en la qual és protagonista, productor i coreògraf de lluita. La primera va obtenir dos premis a la millor coreografia i la segona tres en la mateixa categoria, un any després. Després va venir, entre d'altres, Ip Man, la pel·lícula semi-biogràfica sobre Yip Man, el famós mestre de Wing Chun. El film, protagonitzat per Donnie Ien interpretant al citat Yip Man, va guanyar 12 premis i va estar nominat 10 vegades en diferents festivals. Per descomptat, es va alçar amb el premi a la millor coreografia d'acció, a càrrec de Sammo Hung i Kuang Hsiung en els premis de cinema d'Hong Kong de 2009. És considerada una de les millors pel·lícules d'arts marcials de la història i a la famosa web de cinema IMDb va entrar en el rànquing de les 250 millors pel·lícules de tots els temps, privilegi que amb prou feines cap del gènere d'arts marcials comparteix. Dos anys després va veure la llum la seva seqüela, també dirigida per Wilson Yip i protagonitzada per Donnie Ien. Com la seva predecessora, va obtenir el guardó a millor coreografia d'acció i també va ser lloada per la crítica.
L'any 2005, ja amb 42 anys, va ser crucial per asseure una sòlida base i demostrar la seva vàlua en pel·lícules com Set espases o Duel de dracs, que li van permetre en anys posteriors realitzar una sèrie de films d'alta qualitat en el que al gènere es refereix com a Flaix Point, Ip Man, Ip Man 2, Bodyguards and Assassins, 14 Blades, Legend of the Fist: The Return of Chen Zhen, The Lost Bladesman o Wu xia. Sens dubte, des de mitjan primera dècada del segle XXI ha estat l'astre per excel·lència quant al cinema d'arts marcials es refereix i tot això fregant el mig segle de vida.
Donnie Ien té les capacitats per traspassar les fronteres d'orient i occident. Parla ben l'anglès, cantonés i mandarí, ja que va passar la seva infància a Hong Kong, la seva joventut a Boston i els últims anys de nou a Hong Kong. Les seves pel·lícules reflecteixen la seva intensitat personal. Sens dubte ha estat i és un dels millors cineastes en qüestió de pel·lícules d'acció i arts marcials, gènere al que ha donat el seu estil personal, revolucionant-ho una vegada més.

## Vida personal
Ien té coneixements de música, sent la seva altra inspiració per a la vida a més de les arts marcials. També per influència dels seus pares -la seva mare era soprano, mentre que el seu pare tocava el violí i l'erh-wu xinès-, va estudiar piano clàssic, fonamentalment obres de Chopin. També ha practicat hip-hop i breakdancing.
Donnie és gran amic del també actor d'arts marcials Jet Li, i ho considera el millor dels actors amb els quals ha treballat al llarg de la seva carrera. Tots dos han treballat junts en nombroses pel·lícules.

## Filmografia
| Any  | Títol                                                | Xinès                | Personatge                                                           |  |
| ---- | ---------------------------------------------------- | -------------------- | -------------------------------------------------------------------- |  |
| 1983 | Miracle Fighters 2                                   | 天師撞邪             | especialista                                                         |  |
| 1984 | Drunken Tai Chi                                      | 笑太極               | "Ching Do"                                                           |  |
| 1985 | Mismatched Couples                                   | 情逢敵手             | "Eddie"                                                              |  |
| 1988 | Tiger Cage / La Ira del Tigre                        | 特警屠龍             | "Terry" Director d'Acció                                             |  |
| 1988 | The Last Conflict                                    | 刑警本色             | "Dick Kwan"                                                          |  |
| 1989 | In the Line of Duty 4 / El Camino del Dragón         | 皇家師姐IV直擊證人   | "Capitán Donnie Yan"                                                 |  |
| 1990 | Tiger Cage 2 / El Ojo del Tigre                      | 洗黑錢               | "Dragon Yau" Director d'Acció                                        |  |
| 1991 | Holy Virgin vs. the Evil Dead                        | 魔唇劫               | "Shiang Chin-Fei"                                                    |  |
| 1991 | Crystal Hunt                                         | 怒火威龍             | "Leung" / "Brett Chan"                                               |  |
| 1992 | Cheetah on Fire                                      | 獵豹行動             | "Ronnie" / "Roano"                                                   |  |
| 1992 | Érase una vez en China II                            | 黃飛鴻之二男兒當自強 | "Comandant Lan"                                                      |  |
| 1992 | New Dragon Gate Inn                                  | 新龍門客棧           | "Eunuch Tsao"                                                        |  |
| 1993 | El Mono de Hierro                                    | 少年黃飛鴻之鐵馬騮   | "Wong Kei-Ying"                                                      |  |
| 1993 | Butterfly and Sword / Espada Invencible              | 新流星蝴蝶劍         | "Yip Cheung"                                                         |  |
| 1993 | Hero Among Heroes                                    | 蘇乞兒               | "Beggar So Chan"                                                     |  |
| 1994 | Wing Chun                                            | 詠春                 | "Leung Pok To" Director d'Acció                                      |  |
| 1994 | Circus Kid                                           | 馬戲小子             | "Danton Lee"                                                         |  |
| 1995 | Asian Cop: High Voltage                              | 亞洲警察之高壓線     | "Chiang Ho-Wa" Director d'Acció                                      |  |
| 1995 | The Saint of Gamblers                                | 賭聖2街頭賭聖        | "Lone Seven" (cameo)                                                 |  |
| 1996 | El Mono de Hierro 2                                  | 街頭殺手             | "Mono de Ferro"                                                      |  |
| 1996 | Satan Returns                                        | 666魔鬼復活          | "Nam" Director d'Acció                                               |  |
| 1997 | Legend of the Wolf                                   | 戰狼傳說             | "Fung Man Hin" Director Productor Director d'Acció co-escritor       |  |
| 1997 | Black Rose 2                                         | 黑玫瑰義結金蘭       | "Amo de l'escola"                                                    |  |
| 1998 | Ballistic Kiss                                       | 殺殺人、跳跳舞       | "Cat Lee" Director Productor Director d'Acció                        |  |
| 1998 | Shanghai Affairs                                     | 新唐山大兄           | "Tong Shan" Director Director d'Acció                                |  |
| 1999 | City of Darkness                                     | 黑色城市             | "Ozone"                                                              |  |
| 2000 | Highlander: Juego Final                              |                      | "Jin Ke" Coreògraf d'Arts Marcials                                   |  |
| 2001 | The Princess Blade                                   | 修羅雪姫             | Coreògraf d'acció                                                    |  |
| 2002 | Blade II                                             |                      | "Snowman" Coreògraf d'acció                                          |  |
| 2002 | Héroe                                                | 英雄                 | "Cielo"                                                              |  |
| 2003 | Shanghai Knights / Los Rebeldes de Shanghai          | 西域威龍2皇家威龍    | "Wu Chow"                                                            |  |
| 2003 | The Twins Effect                                     | 千機變               | Co-director Director d'Acció                                         |  |
| 2004 | Crónicas de Huadu                                    | 千機變II花都大戰     | "General Lone"                                                       |  |
| 2004 | Protege de la Rose Noire                             | 見習黑玫瑰           | Co-director Director d'Acció                                         |  |
| 2004 | Love on the Rocks                                    | 戀情告急             | "Victor Tsui"                                                        |  |
| 2005 | Kill Zone - S.P.L. / Duel de dracs                   | 殺破狼               | "Inspector Ma Kwan" Director d'Acció                                 |  |
| 2005 | Siete espadas                                        | 七劍                 | "Chu Zhaonan"                                                        |  |
| 2006 | Stormbreaker                                         |                      | Director d'Acció                                                     |  |
| 2006 | Dragon Tiger Gate                                    | 龍虎門               | "Wong Xiao-Long" o "Dragon Wong" Director d'Acció Productor executiu |  |
| 2007 | Flash Point                                          | 導火綫               | "Inspector Ma Jun" Director d'Acció Productor                        |  |
| 2008 | An Empress and the Warriors                          | 江山美人             | "Murong Xuehu"                                                       |  |
| 2008 | Painted Skin                                         | 畫皮                 | "Pang Yong" Productor                                                |  |
| 2008 | Ip Man                                               | 葉問                 | "Ip Man"                                                             |  |
| 2009 | All's Well, Ends Well 2009                           | 家有喜事2009         | "wedding guest"                                                      |  |
| 2009 | The Founding of a Republic                           | 建國大業             | "Tian Han"                                                           |  |
| 2009 | Bodyguards and Assassins                             | 十月圍城             | "Shen Chongyang"                                                     |  |
| 2010 | 14 Blades                                            | 錦衣衛               | "Qinglong"                                                           |  |
| 2010 | Ip Man 2                                             | 葉問2:宗師傳奇       | "Ip Man"                                                             |  |
| 2010 | Legend of the Fist: The Return of Chen Zhen          | 精武風雲－陳真       | "Chen Zhen" Director d'Acció                                         |  |
| 2011 | All's Well, Ends Well 2011                           | 最強囍事             | "Arnold Cheng"                                                       |  |
| 2011 | The Lost Bladesman                                   | 關雲長               | "Guan Yu" Director d'Acció                                           |  |
| 2011 | Dragón                                               | 武俠                 | "Liu Jinxi / Tang Long" Director d'Acció                             |  |
| 2012 | All's Well, Ends Well 2012                           | 八星抱喜             | "Carl Tam"                                                           |  |
| 2013 | Together                                             | 在一起               | "Mr. Cool"                                                           |  |
| 2013 | Special ID                                           | 特殊身份             | "Chen Zilong" Director d'Acció                                       |  |
| 2013 | The Monkey King                                      | 大鬧天宮             | "Sun Wukong" Director d'Acció                                        |  |
| 2014 | Iceman 3D                                            | 3D冰封俠             | Post-producció                                                       |  |
| 2014 | Last of the Best                                     | 一個人的武林         | Post-producció                                                       |  |
| 2014 | Crouching Tiger, Hidden Dragon II: The Green Destiny |                      | "Silent Wolf" Pre-producció                                          |  |
| 2014 | The Master                                           |                      | Pre-producció                                                        |  |
| 2014 | SPL 2: Rise of Wong Po                               | 殺破狼2              | "Ma Kwun" Pre-producción                                             |  |
| 2015 | Kung Fu Killer                                       |                      | "pre-producció"                                                      |  |
| 2015 | Ip Man 3                                             |                      |                                                                      |  |
| 2016 | Rogue One: A Star Wars Story                         |                      | "Chirrut Imwe"                                                       |  |
| 2016 | Crounching Tiger, Hidden Dragon: Sword of Destiny    |                      |                                                                      |  |
| 2017 | xXx: The Return of Xander Cage                       |                      | Xiang                                                                |  |